# Batalla de Finta
La batalla de Finta (27 de maig de 1653) fou una confrontació entre l'exèrcit valac de Matei Basarab i una força combinada de cosacs i moldaus sota Vasile Lupu i Tymofiy Khmelnytsky. Tingué lloc a Finta, una comuna de Romania al comtat de Dâmboviţa.

## Antecedents
Vasile Lupu s'havia assegurat el tron de Moldàvia en 1634 després d'una sèrie d'intrigues complicades i el va mantenir durant vint anys. Vasile era un administrador capaç i un finançador brillant i aviat va ser gairebé l'home més ric a l'Orient cristià. Els seus regals als líders otomans el van mantenir en bones relacions amb les autoritats otomanes. Lupu va passar gran part del seu regnat lluitant contra Matei Basarab, tractant d'imposar el seu fill Ioan al tron de Valàquia, però el seu exèrcit va ser derrotat dues vegades en 1639 a Ojogeni i Nenişori.

## Batalla
Gheorghe Ştefan va expulsar Vasile Lupu, però aquest últim va ser ajudat a recuperar el tron amb la força de Bohdan Khmelnytsky, enviat a Moldàvia per deposar-ho. Tymofiy Khmelnytsky i Lupu el van seguir fins Valaquia, però els seus exèrcits van ser aixafats per Matei Basarab, a la batalla de Finta, una victòria decisiva de Valàquia.

## Conseqüències
La derrota feu que els boiars de Moldàvia es revoltessin i el príncep moldau fou substituït per Gheorghe Ştefan, la breu ocupació valaca de Iaşi i el setge de Suceava on Tymofiy Khmelnytsky morí. Vasile Lupu es va exiliar i va morir mentre era mantingut sota custòdia a la presó de Yedikule a Constantinoble.